# Лучне
Лучне (біл. вёска Лучнае) — село в складі Червенського району Мінської області, Білорусь. Село підпорядковане Червенській сільській раді, розташоване в центральній частині області.